# Слатшейминг
Слатше́йминг (с англ. slut — шлюха, shaming — стыдить) — практика критики людей, особенно женщин и девушек, которые воспринимаются как нарушающие ожидания общества касательно сексуальности из-за своего поведения или внешнего вида. Термин используется с целью критики употребления слова «шлюха» (англ. slut), для того, чтобы придать женщинам и девушкам сил для самостоятельного контроля над своей сексуальностью. Может также употребляться по отношению к гомосексуальным мужчинам, сексуальное поведение которых может вызывать неодобрения из-за того, что считается промискуитетным. Слатшейминг редко применяется к гетеросексуальным мужчинам.
Примеры слатшейминга включают критику или наказание за нарушение дресс-кода (слишком «сексуальную» в чужом общественном или субъективном понятии «провокативную» одежду), запросы о доступе к контрацепции, добрачный секс, случайный, промискуитетный секс, вовлечённость в проституцию или случаи, когда жертву преступления осуждают за изнасилование или другое половое преступление.

## Определение и характеристики
Слатшейминг подразумевает критику женщин за нарушение принятых кодов сексуального поведения. Например, их предостережение за поведение, наряд или желания, которые более сексуальны, чем общество считает приемлемым. Автор Джессалин Келлер (Jessalynn Keller) заявила: «Слово [слатшейминг] стало популярным одновременно с маршами Парадов шлюх и по функции схоже с „Войной против женщин“ — создаёт между ними эмоциональную связь, одновременно корректируя слово „шлюха“ — делая его источником силы и саморегулирования для девушек и женщин».
Слатшейминг применяется как мужчинами, так и женщинами. Слатшейминг среди девушек и женщин функционирует в качестве способа сублимации сексуальной зависти «в более социально приемлемую форму социальной критики проявлений сексуальности девушек или женщин». Термин также используется для описания обвинения жертвы за изнасилование или другое половое преступление. Для этого заявляют, что преступление было вызвано (частично или полностью) откровенной одеждой женщины или её сексуально провокативными манерами, которые предшествовали отсутствию согласия на секс — что снимало с нарушителя вину. Снисходительные в сексуальном плане индивидуумы могут столкнуться с риском социальной изоляции.
Применение слатшейминга может считаться формой социального наказания и аспектом сексизма. Социальное движение подпадает под категорию феминизма. Это создаёт полемику, потому как гендерные роли занимают существенное место в социальном движении. Тема слатшейминга привлекает внимание к проблемам социума, связанным с двойными стандартами. Это происходит из-за того, что обычно он направлен против девушек и женщин, а юноши и мужчины, как правило, не являются его целью. Слатшейминг распространён в Америке, так как страна в сильной мере является культурой высокого контекста — первостепенное значение придается возбудителям коммуникативного акта и второстепенное — его содержанию. В культуре высокого контекста проще оказаться в положении, когда жертва обвиняется. Слатшейминг чётко ассоциируется с виктимблеймингом (обвинением жертвы).
Исследователи из Корнеллского университета обнаружили, что проявления, схожие со слатшеймингом, присутствуют также по отношению к платоническим однополым дружеским отношениям. Исследователи попросили женщин из колледжа прочитать зарисовку, описывающую воображаемую сверстницу «Джоан», а потом оценить свои ощущения по поводу её характера. Одной группе женщин «Джоан» была охарактеризована как имевшая в жизни двух сексуальных партнёров. Другой группе — как имевшая двадцать партнёров. Исследование обнаружило, что женщины — в том числе те, кто были более промискуитетными сами — оценили Джоан с 20-ю партнёрами как «в меньшей степени компетентную, эмоционально устойчивую, добрую и властную, чем Джоан с двумя партнёрами».

## Общество и культура

### История
Дата появления термина «слатшейминг» (slut-shaming) не задокументирована. Хотя сами проявления слатшейминга существовали на протяжении столетий, дискуссия вокруг этого явления выросла из социальных и культурных взаимоотношений — обсуждения того, какое поведение считается нормативным и приемлемым. Вторая волна феминизма внесла значительный вклад в определение слатшейминга как такового. Между промышленной революцией и Второй мировой войной мужчины играли роль добытчика. Они составляли большинство рабочей силы, а женщины социализировались и обучались для следования культу семейной жизни и домашнего хозяйства. Автор Эмили Пул (Emily Poole) считает, что сексуальная революция 60-х и 70-х увеличила как долю применения контрацепции, так и долю добрачного секса.

### Современное общество
Слатшейминг очень распространён на платформах социальных сетей, в том числе самых популярных: YouTube, Instagram, Twitter и Facebook. Слатшейминг в форме перепалки в Фейсбуке иногда приводил к судебным преследованиям за угрозы, домогательства и нанесение обиды.
По статистике Исследовательского центра Пью, самой распространённой целью домогательств в Интернете являются молодые женщины. Более 50 % респондентов из числа молодых женщин встречались с тем, что в онлайне их называли оскорбительными именами или стыдили. Женщины от 18 до 24 лет наиболее явно ощущали домогательства разных типов: 26 % выслеживались онлайн, а 25 % являлись онлайн-мишенью сексуальных домогательств.
В издании Women Studies International Forum исследователь Джессика Мегарри (Jessica Megarry) провела практический эксперимент, по результатам которого причислила онлайн-домогательства к разновидности сексуального насилия. Исследование проводилось с помощью хештега #mencallmethings (#мужчиныобзываютменя) — женщин просили поделиться в Твиттере примерами домогательств, полученных от мужчин. Под это определение подпадали оскорбление внешности, обзывания, угрозы изнасилования или смерти,… «слатшейминг».
Один из литературных персонажей, испытавших на себе слатшейминг, — это Лили Барт в книге Эдит Уортон «Дом радости».

#### СМИ

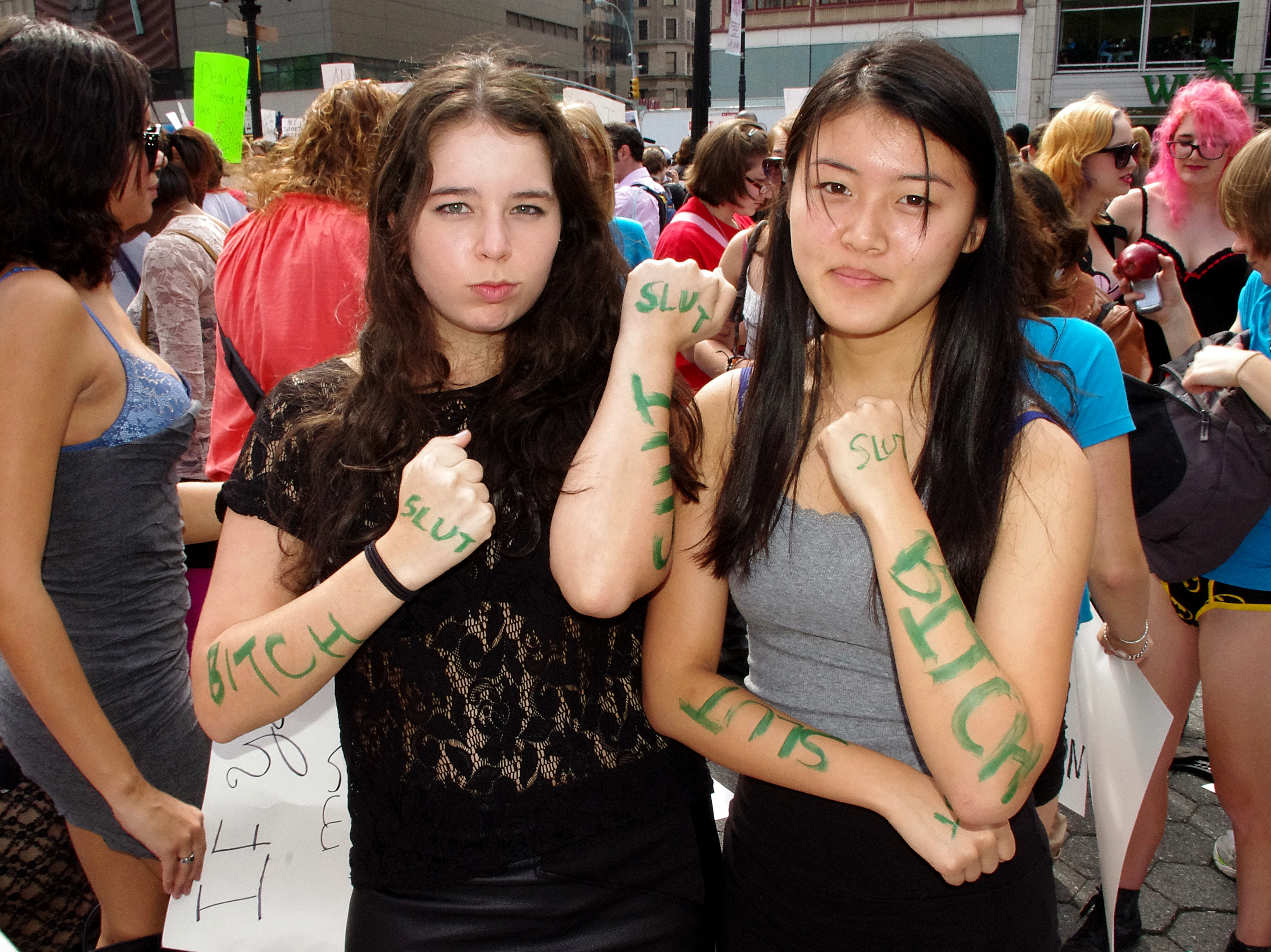
Две женщины протестуют против виктимблейминга и слатшейминга в Нью-Йорке на Параде шлюх в октябре 2011 года.

Движение под названием Парад шлюх началось в канадском Торонто. Это был ответ на случай, когда полицейский города сказал группе студенток, что если те не будут одеваться «как шлюхи», то смогут избежать сексуального насилия. Второй марш под предводительством Эмбер Роуз прошёл в Лос-Анджелесе в 2016, собрав «несколько сотен» участниц. Аналогичное мероприятие прошло в 2014 году в Вашингтоне.
Движение «Парад шлюх» приняло ярлык слатшейминга и занялось его коррекцией. Рингроуз (Ringrose) и другие называли Парад шлюх «коллективным движением», нацеленным на перенос внимания с жертвы обратно — на преступника. Эта попытка коррекции берёт начало в работах феминистской учёной Джудит Батлер. В работе 1997 она написала, что ярлыки не только лишь именуют и маргинализируют индивидуума в определённые категории — так как язык также открывает возможности, чтобы сопротивляться этому.
Кристал Болл (Krystal Ball) охарактеризовала комментарии Раша Лимбо во время скандала между Рашем Лимбо и Сандрой Флюк так: «Если вы женщина, которая защищает свои права, то вы шлюха и ваши родители должны стыдиться вас, и мы все должны иметь право смотреть онлайн ваше секс-видео. Этот презренный тип поведения является неотъемлемой частью старинной традиции слатшейминга. Как только женщины выделяются из общего строя, их унижают и принуждают к тишине. Если вы скажете, что Герман Кейн (Herman Cain) сексуально домогался вас, то вы шлюха. Если вы скажете, что судья Верховного суда Кларенс Томас (Clarence Thomas) сексуально домогался вас, то вы [тоже] шлюха».
Слатшейминг используется в качестве разновидности травли в соцсетях. Некоторые люди используют приёмы порномести для распространения интимных фотографий без согласия. В 2012 году калифорнийская школьница Одри Потт подверглась сексуальному насилию на вечеринке со стороны трёх парней. Через восемь дней она покончила с собой — после того, как фотографии события распространились в среде её ровесников.
Джеймс Миллер (James Miller), главный редактор канадского Института Людвига фон Мизеса, написал статью в защиту слатшейминга, которая вызвала полемику. В дальнейшем статья была изъята, но всё же получила долю критики со стороны некоторых либертарианцев, таких как Джина Латтрелл (Gina Luttrell) из Thoughts on Liberty, женского либертарианского блога.
Комедиантки Кристина Хатчинсон (Krystyna Hutchinson) и Корин Фишер (Corinne Fischer) из Sorry About Last Night сделали подкаст под названием «Парни, которых мы вы***ли, анти-слатшейминговый подкаст» («Guys We F****d, The Anti-slut shaming podcast»). У подкаста было более чем по 200 000 слушателей на каждый свой эпизод, выложенный на SoundCloud. Изначально подкаст не проходил модерацию сервиса iTunes, который «…не комментировал, является ли шоу официально забаненным». Впоследствии он стал доступен на iTunes. Подкаст существует для дестигматизации обсуждений секса, вследствие чего слатшейминг должен стать меньшей проблемой. Хатчинсон объяснила в интервью The Huffington Post: «Мы хотим, чтобы людям было комфортнее в собственном теле. Мы только что получили сообщение от девушки из индийского Нью-Дели, которая любит подкаст за то, что он даёт ей почувствовать себя в гармонии с собственной сексуальностью и наслаждаться сексом. И это сделало меня такой счастливой».